# كارول ويليام دودغ
كارول ويليام دودغ (بالإنجليزية: Carroll William Dodge) هو أخصائي فطريات وعالم نبات أمريكي، ولد في 20 يناير 1895 في دانبي في الولايات المتحدة، وتوفي في 21 يوليو 1988.